# Nicrophorus basalis
Nicrophorus basalis es un coleóptero de la familia de los sílfidos.